# آب‌لشکر علیا
آب‌لشکر علیا، روستایی از توابع بخش مرکزی شهرستان باغ‌ملک در استان خوزستان ایران است. مسافت آن با هفتکل ۳۰ کیلومتر است.
شغل مردم کشاورزی و دامداری است و عمده جو و گندم کشت می‌شود. درقدیم برنج و صیفی جات نیز کشت می‌شد. در سالیان اخیر هندوانه و خربزه هم کشت می‌شود.

## جمعیت
این روستا در دهستان رودزرد قرار دارد و براساس سرشماری مرکز آمار ایران در سال ۱۳۸۵، جمعیت آن ۱۶۹ نفر (۴۰خانوار) بوده‌است.